# Euploea megilla
Euploea megilla är en fjärilsart som beskrevs av Wilhelm Ferdinand Erichson 1834. Euploea megilla ingår i släktet Euploea och familjen praktfjärilar. Inga underarter finns listade i Catalogue of Life.